# Kaco’ jezik
Kaco’ jezik (kachah’; ISO 639-3: xkk), austroazijski jezik uže mon-khmerske skupine, kojim govori 3 370 ljudi (2007) u kambodžanskoj provinciji Ratanakiri u distriktima Andoung Meas i Veun Sai.
S još pet jezika klasificira se centralnobahnarskoj podskupini. U upotrebi su i jarai [jra], Vijetnamski [vie], lao [lao] ili khmerski [khm].

## Vanjske poveznice
- Ethnologue (14th)
- Ethnologue (15th)